# Tore Elias Hoel
Tore Elias Hoel född 14 december 1953 i Harstad, är en norsk lektor, lyriker och ungdomsboksförfattare.
Tore Elias Hoel har skrivit sex ungdomsromaner, två diktsamlingar och ett libretto till en uppförd opera för barn. Han har undervisat i norsk litteratur på universitet och lärarhögskola och i norska och historia. Han bor i Bodø och arbetar på Bodø videregående skole. 
Efter en paus i författarskapet av lyrik började han skriva romaner för ungdom. Dessa relativt korta romaner har alla ett begränsat tidsförlopp (handlingen sker inom ett dygn). I alla hans romaner har konst en plats, som utväg till att bygga en ny identitet. Språket i romanerna är kortfattat och sakligt. 
Hoel skrev 2005 librettot till en opera för barn, ”Jomfru Rosenving på Santavajasø”. Musiken skrevs av Sigmund Lillebjerka. Operan blev framförd 2005 i Bodø och Mo i Rana.  
Hoel är medlem i Norske Barne- og Ungdomsbokforfatteres styrelse.